# Riksväg 580
Riksväg 580 (norska: Riksvei 580) är en riksväg i Bergens kommun i Vestland fylke i västra Norge som går mellan Nordås och Bergens flygplats. Den består av en huvudsträcka på 6,4 kilometer samt en förgrening mellan Rå och Nordås på 3,8 kilometer. Vägen är totalt 10,2 kilometer lång och asfalterad. Den passerar bland annat genom Ytrebygda.

## Anslutningar
Riksväg 580 ansluter till:
- Europaväg 39 (vid Nordås)
- Fylkesväg 582 (vid Sørås)
- Fylkesväg 546 (vid Rå)
- Fylkesväg 557 (vid Ytrebygda)
- Fylkesväg 573 (vid Ytrebygda)